# ХАИ (команда КВН)
«ХАИ» — команда КВН Харьковского авиационного института, чемпион Высшей Лиги КВН 1995 года.
Капитан команды — Андрей Чивурин.

## История команды
Официальная дата рождения команды — 14 апреля 1990 года. В 1992 году команда впервые принимает участие в фестивале «КиВиН-1992» и сразу же проходит в Высшую лигу. В четвертьфинале команда занимает первое место, обыграв команды «Ворошиловские стрелки», «ЛФЭИ» и проходит в полуфиналы. В полуфинале команда уступает более опытной команде «ЕрМИ» с разрывом 0,2 балла и не проходит дальше. Команда приходит поздравить чемпионов сезона и получает приз «За принципиальность».
В сезоне 1993 команда не принимает участие, но возвращается в сезон 1994 года. В 1/8 команда опять уступает «ЕрМИ», но обыгрывает команды «БГУ», «Махачкалинские бродяги», «ЗГМИ» и «Волга-Волга» и получает путёвку в четвертьфиналы. В четвертьфинале команда занимает первое место с огромным отрывом 4,4 балла обыгрывает команду «Ворошиловские стрелки» и команды «Махачкалинские бродяги», «Настоящие тамады» и проходит в полуфиналы. В полуфинале команда обыгрывает команду «МАГМА» и впервые выходит в финал. В финале команда сражается с командами «ЕрМИ» и «Ворошиловские стрелки». Первое место занимает команда «ЕрМИ», второе место занимает «ХАИ», а третье место занимает команда «Ворошиловские стрелки».
В 1995 году команда приходит в новый сезон Высшей лиги. В 1/8 команда проигрывает команде «Эскадрон гусар», но выигрывает у команд «БГУ», «СПбУЭиФ», «Уральские пельмени», «Настоящие тамады» и проходит в четвертьфинал. В четвертьфинале команда занимает первое место, выиграв у команд «СПбУЭиФ», «Запорожье — Кривой Рог — Транзит», «СГУ» и проходит в полуфиналы. В полуфинале команда выигрывает у команды «БГУ» и выходит в финал. В финале команда играла с командой «Эскадрон гусар», перед последним конкурсом «Эскадрон гусар» выигрывал у ХАИ, разница была 0,1 балла. В итоге, жюри решило не выставлять оценки за последний конкурс и объявить ничью. Обе команды стали чемпионами решением жюри.
В 1996 году команда участвует в Летнем кубке, названным матчем-реваншем из-за того, что ХАИ встречался с командой «Эскадрон гусар». В итоге команда выигрывает с разрывом 1,5 балла и выигрывает Летний кубок.
В 1997 году команда опять участвует в Летнем кубке, соперником оказались «Махачкалинские бродяги». В итоге команда проигрывает с разрывом 1,4 балла и уступает «Бродягам».
В 2000 году команда участвует в Турнире десяти. Соперником в 1/2 стала команда «Эскадрон гусар». По итогам зрительского голосования команда ХАИ прошла в заключительный этап соревнований. В финале она встретилась с командами «Парни из Баку», «ЕрМИ», «БГУ», «Махачкалинские бродяги». Победителем стала команда «Парни из Баку».

## Участники команды
- Андрей Чивурин — актёр, автор, капитан команды
- Сергей Лаврик — актёр, автор
- Валентин Иванов — актёр, автор
- Аркадий Дяченко — актёр, автор
- Глеб Тимошенко — актёр, автор
- Игорь Диденко — актёр, автор
- Анатолий Самойлович — актёр, автор
- Виталий Воловов — актёр, автор
- Александр Томашевский — актёр, автор
- Яков Соркин — художник, актёр
- Аркадий Бакуменко — актёр, автор
- Андрей Друзяка — актёр, автор
- Андрей Забияка — актёр, автор
- Василий Попович — актёр, автор
- Дмитрий Орлов — автор
- Георгий Конн — автор
- Александр Кушнаренко — автор
- Олег Толубец — автор
- Олег Борщов — директор
- Наталья Спекторова — директор
- Александр Бондаренко — гитарист †
- Владислав Дынкин — музыкант-клавишник
- Андрей Козин — музыкант-клавишник

## ПостКВН
Андрей Чивурин работал редактором Высшей лиги КВН с 1996 по 2012 год. Ныне — редактор Лиги смеха.